# Emeishan-Trapp
Der Emeishan-Trapp ist ein Flutbasalt im südlichen China, dessen Zentrum in der chinesischen Provinz Sichuan liegt. Im angloamerikanischen Sprachraum wird er auch als Permian Emeishan Large Igneous Province (übersetzt etwa Permische magmatische Großprovinz des Emeishan) bezeichnet. Die Basaltvorkommen erstrecken sich über ein Gebiet von 250.000 km2 und sind durch tektonische Vorgänge im Mesozoikum und Känozoikum auf komplizierte Weise deformiert und aus ihrer ursprünglich waagrechten Lage verstellt.
Wie andere Vorkommen von Trapp besteht der Emeishan-Trapp aus vielen Lagen vulkanischer Gesteine, die als Lava von ausgedehnten vulkanischen Eruptionen abgelagert wurden. Die Eruptionen begannen vor etwa 265 Millionen Jahren und werden auf einen Plume zurückgeführt. Die Hauptphase lag zwischen 262 und 261 und die Aktivitäten endeten vor 259 Millionen Jahren. Begleitet werden die Basalte von zahllosen Intrusionen. Die Dicke der Basaltschichten reich von ein paar Hundert Metern bis zu 5,5 km, im Durchschnitt beträgt sie 700 m. Die Ausdehnung könnte ursprünglich 500.000 km2 erreicht haben und das Volumen 300.000 km3.
Obwohl der Emeishan-Trapp bei weitem nicht das Ausmaß des mit 251 Millionen Jahren geologisch etwas jüngeren Sibirischen Trapps erreichte, wird er aufgrund der angenommenen ökologischen Auswirkungen mit dem Massenaussterben am Ende des Mittleren Perms (Guadalupium) in Verbindung gebracht. Aufgrund dieses zeitlichen Zusammenfallens ist der Emeishan-Trapp ein Bestandteil der größeren wissenschaftlichen Debatte über die Gründe von Massenaussterben in der Erdgeschichte. Die zeitliche Koinzidenz diente als ein Argument – unter anderem wurde dies von Vincent Courtillot vertreten – für die Theorie, dass Vulkanismus die Hauptursache für Massenaussterben ist. Gegner dieser Theorie nehmen als Ursache der Massenaussterben Impakt-Ereignisse durch den Einschlag eines Meteoriten oder Kometen an. Einige unter ihnen führen vulkanischen Ereignisse, die zur Entstehung von Flutbasalten wie den Emeishan-Trapp oder den Dekkan-Trapp führten, ebenfalls auf solche Meteoriten-Einschläge zurück. Die Theorie eines Meteoriteneinschlages als Ursache für den Emeishan-Trapp ist jedoch heftig umstritten.